# I discorsi
I discorsi је студијски албум италијанске певачице Мине, објављен 1969. године за издавачке куће PDU.

## Списак пјесама
1. I discorsi — 3:06
2. Se stasera sono qui — 3:36
3. Silenzioso slow — 2:58
4. Non ti scordar di me — 2:23
5. Canzone per te — 3:37
6. Io che amo solo te — 3:11
7. La canzone di Marinella — 3:15
8. Roma, nun fa la stupida stasera — 2:29
9. Ma l'amore no — 3:35
10. Il cielo in una stanza — 2:29
11. Munastero ’e Santa Chiara — 2:34
12. ’O sole mio — 3:44

## Позиције на листама
| Листа (1969)              | Највиша позиција |
| ------------------------- | ---------------- |
| Италија (Musica e dischi) | 1                |